# アタカン・カラソル
アタカン・カラソル（Atakan Karazor、1996年10月13日 - ）は、ドイツ・ノルトライン＝ヴェストファーレン州エッセン出身のサッカー選手。ブンデスリーガ・VfBシュトゥットガルト所属。ポジションはミッドフィールダー。トルコ国籍も保有している。

## 経歴
地元クラブを経て、VfLボーフムのユースチームへ加入。
2015年、ボルシア・ドルトムント II加入。
2017年、ホルシュタイン・キールへ移籍した。
2019年5月15日、ブンデス2部のVfBシュトゥットガルトに2023年6月まで4年契約で完全移籍をした。